# 老道明大學
奥尔德多米宁大学（英語：Old Dominion University，縮寫：ODU），又譯老道明大学、歐道明大學、奧多明尼昂大學、老领地大学、旧领地大学，是主校区位於美國弗吉尼亞州諾福克的一所公立研究型大學。

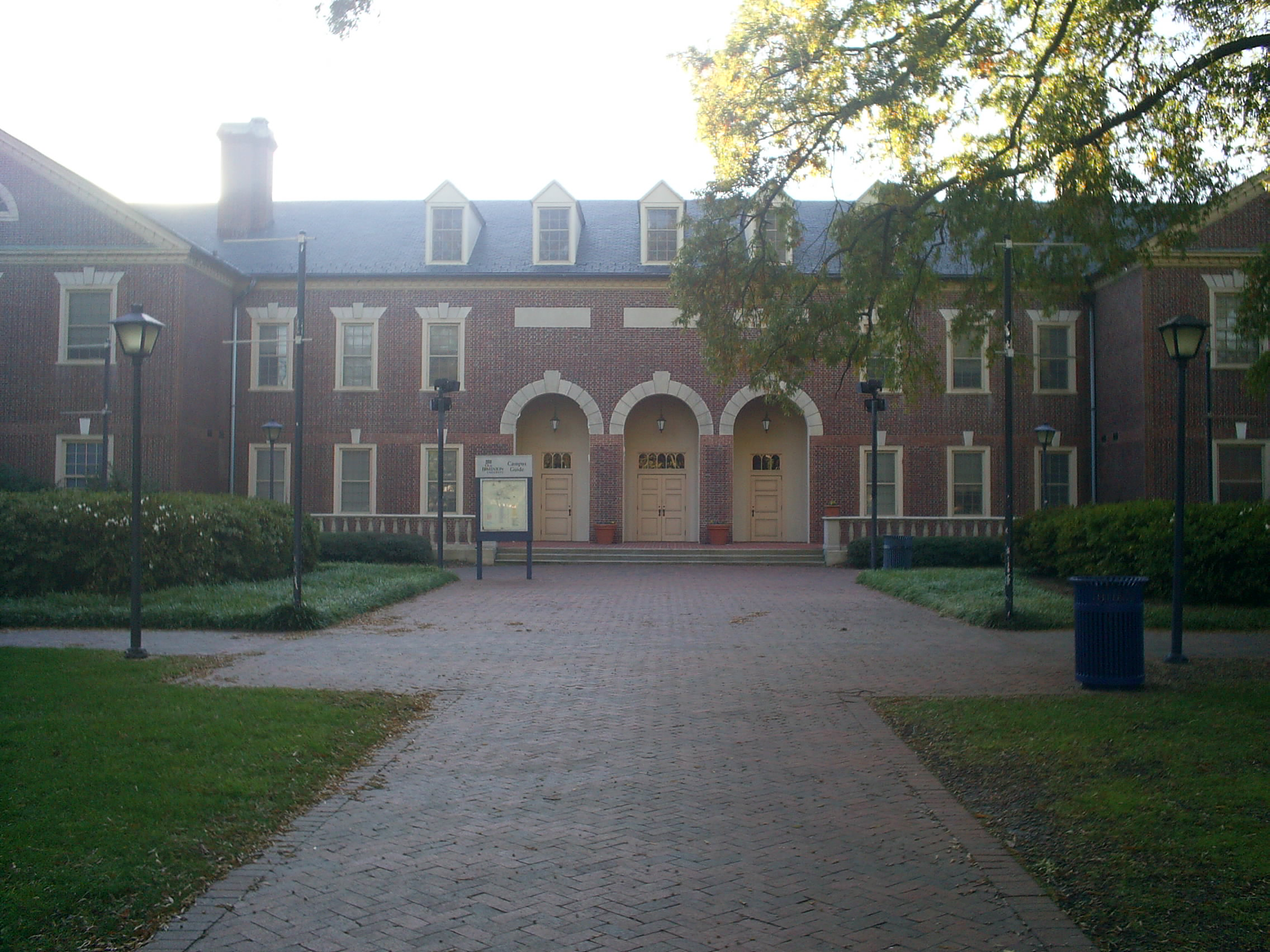
大學建築“Rollins Hall”

該大學創立於1930年，當時是威廉與瑪麗學院的分校，1956年開始自主頒發本科學位，1962年成為老道明學院（Old Dominion College），1969年成為大學。大學的名稱是來自查理二世給予弗吉尼亞州的暱稱“The Old Dominion”。

## 学术
该大学是一所综合大学，提供文理和工科教育，有权颁发70多个本科学位、60多个硕士学位和35个博士学位。此外该大学还提供远程教育，实际上这里有三分之一的大学学生都是通过这一途径学习的。其排名则依照排名机构之不同有较大差异。

## 外部連結
- Official website （页面存档备份，存于）
- Official Athletics website